# Richholf mainzi érsek
Richholf (? – 813. augusztus 9.) mainzi érsek 787-től haláláig.